# Municipio de Sylvan (Minnesota)
El municipio de Sylvan (en inglés: Sylvan Township) es un municipio ubicado en el condado de Cass en el estado estadounidense de Minnesota. En el año 2010 tenía una población de 2702 habitantes y una densidad poblacional de 30,26 personas por km².

## Geografía
El municipio de Sylvan se encuentra ubicado en las coordenadas 46°20′38″N 94°23′55″O / 46.34389, -94.39861. Según la Oficina del Censo de los Estados Unidos, el municipio tiene una superficie total de 89.29 km², de la cual 79,77 km² corresponden a tierra firme y (10,67 %) 9,52 km² es agua.

## Demografía
Según el censo de 2010, había 2702 personas residiendo en el municipio de Sylvan. La densidad de población era de 30,26 hab./km². De los 2702 habitantes, el municipio de Sylvan estaba compuesto por el 97,41 % blancos, el 0,56 % eran afroamericanos, el 0,59 % eran amerindios, el 0,22 % eran asiáticos, el 0,15 % eran de otras razas y el 1,07 % eran de una mezcla de razas. Del total de la población el 0,96 % eran hispanos o latinos de cualquier raza.